# Babakancikao (plaats)
Babakancikao is een bestuurslaag in het regentschap Purwakarta van de provincie West-Java, Indonesië. Babakancikao telt 4107 inwoners (volkstelling 2010).